# Touch Dance
Touch Dance är ett remixalbum av popduon Eurythmics, släppt i maj 1984. Det släpptes som minialbum, eller en så kallad EP, på skivbolaget RCA Records. Det släpptes inte i USA. Albumet innehåller dansremixversioner av fyra spår från Eurythmics' album Touch. John 'Jellybean' Benitez och François Kevorkian var producenter. Albumet innehåller även tre instrumentala mixar.

## Låtlista
1. "The First Cut"  – 6:34
2. "Cool Blue"  – 5:58
3. "Paint a Rumour"  – 7:26
4. "Regrets"  – 7:34
5. "The First Cut (Instrumental)"  – 7:14
6. "Cool Blue" (Instrumental)"  – 6:54
7. "Paint a Rumour" (Instrumental)"  – 5:53

## Listplaceringar

### Album
| Årtal | Lista                              | Topplacering |
| 1984  |                                    |              |
| ----- | ---------------------------------- | ------------ |
| 1984  | Hot Dance Music/Club Play (som EP) | 19           |